# 215省道 (安徽省)
安徽省道215，是安徽省省道之一。 215省道起于滁州市明光市明西街道，沟通 京福线、 101省道、 321省道， 滁新高速、 沪陕高速、 沪霍线和 105省道，终于合肥市巢湖市黄麓镇。途经明光市、定远县、肥东县和巢湖市，其中明光至杨湾段属原 盱定路。